# Hademan van Heten
Hademan van Heten was schepen en cameraar van Deventer in de periode van 1368 - 1394. Hademan van Heten was zoon van Adrianus Henricus den Heten van Deventer.
Hij was bestuurder van de stad Deventer en tevens strategisch krijgsheer voor het Bisdom Utrecht. Voor de Bisschop van Utrecht Jan van Arkel was hij rond 1350 de eerste minister van oorlog. Ook op de oudste lijst van leenmannen wordt hij genoemd. In 1378 had hij samen met collega schepen Johan van Rijsen de leiding over 25 schutters en een groot aantal burgers die namens de stad Deventer de sterkte 'Blankenborg' van Ludolfus van Nahaus bij Haaksbergen vernielden.
Zijn samenwerking met Sweder van Voorst verklaart waarom zijn echtgenoot Fye van Heten voorkomt in het archief van het huis Rechteren.
Aan de Van Hetenstraat in Deventer stond de Van Heten Mavo.